# 内比都镇区
内比都镇区是缅甸内比都联邦区内比都县历史上的一个镇区，治所位于内比都。
2008年11月，缅甸政府将首都内比都城区析置为内比都镇区，隶属于彬马那县。2009年1月，彬马那县更名为内比都县。3月，内比都镇区分为萨布提里镇区、欧塔拉提里镇区、德金那提里镇区、波巴提里镇区和杰雅提里镇区5个镇区。